# Wasilij Wietkin
Wasilij Pietrowicz Wietkin (ros. Василий Петрович Веткин; ur. 25 lipca 1993) – rosyjski bokser, złoty medalista Mistrzostw Europy 2012 do lat 22, złoty medalista Młodzieżowych Mistrzostw Europy 2011, mistrz Rosji z roku 2013 oraz wicemistrz Rosji z roku 2014,

## Kariera
W sierpniu 2011 zdobył złoty medal w kategorii muszej na Młodzieżowych Mistrzostwach Świata 2011 w Dublinie. W drodze do finału pokonał Turka Yasina Yilmaza (13:11),  Anglika Samsona Sykesa, Irlandczyka Josepha Fitzpatricka. W finale pokonał reprezentanta Gruzji Wenetika Eranosiana.
W grudniu 2012 zdobył złoty medal w kategorii muszej na Mistrzostwach Europy do lat 22 pokonując kolejno na punkty (19:3) Słowaka Rene Rajko, reprezentanta Armenii Narka Abgarjana, a w finale Azera Salmana Əlizadə (21:9). W maju 2014 doszedł do półfinału turnieju Chemistry Cup w Halle przegrywając w nim z reprezentantem Kazachstanu Ilyasem Suleymanovem.
Od sezonu 2014/2015 jest reprezentantem drużyny Russian Boxing Team w rozgrywkach WSB.